# San Pedro, Tapalpa
San Pedro är en ort i Mexiko.   Den ligger i kommunen Tapalpa och delstaten Jalisco, i den centrala delen av landet, 500 km väster om huvudstaden Mexico City. San Pedro ligger 2 067 meter över havet och antalet invånare är 219.
Terrängen runt San Pedro är kuperad. Runt San Pedro är det ganska tätbefolkat, med 111 invånare per kvadratkilometer. Närmaste större samhälle är Sayula, 15,6 km öster om San Pedro. I omgivningarna runt San Pedro växer huvudsakligen savannskog.